# Nils Ole Oermann
Nils Ole Oermann (* 1973 in Bielefeld) ist ein deutscher Hochschullehrer und Wirtschaftsethiker.
Im Jahr 2009 wurde er als Institutsdirektor auf die Professur für Ethik mit Schwerpunkt Nachhaltigkeit und nachhaltiges Wirtschaften an der Leuphana Universität Lüneburg berufen. Zudem diente er von 2010 bis 2012 u. a. als Vizepräsident seiner Universität. Seit 2010 ist er auch Gastprofessor für Ethik mit Schwerpunkt Wirtschaftsethik an der Universität St. Gallen. Von 2007 bis 2018 leitete Oermann gemeinsam mit Rolf Schieder das „Program on Religion, Politics and Economics“ an der Humboldt-Universität zu Berlin. Seit Juli 2018 ist Oermann zudem Associate Faculty Member der Faculty of Theology and Religion der Universität Oxford.

## Leben
Von 1992 bis 1995 studierte Oermann Evangelische Theologie, Rechtswissenschaften, Geschichte und Philosophie an den Universitäten Leipzig und Münster. 1998 erwarb er als Rhodes Scholar (Germany & Christ Church 1996) den Doctor of Philosophy (D.Phil.) in Modern History an der Universität Oxford mit einer kolonialgeschichtlichen Arbeit. 1999 folgte der Dr. theol. in Deutschland mit einem staatskirchenrechtlichen Dissertationsthema.
Von 1999 bis 2001 war Oermann als Unternehmensberater der Boston Consulting Group in Neuseeland und Australien tätig. 2003 folgte der Master in Public Administration (MPA) an der Universität Harvard, mit Schwerpunkt Volkswirtschaftslehre, Internationale Beziehungen und Ethik. 2004 legte er die Erste Juristische Prüfung vor dem Justizprüfungsamt bei dem Hanseatischen Oberlandesgericht in Hamburg ab.
Oermanns wirtschaftsethische Habilitationsschrift („Anständig Geld verdienen? Protestantische Wirtschaftsethik unter den Bedingungen globaler Märkte“, Gütersloh 2007), die von der Hanns Martin Schleyer-Stiftung und mit dem Stiftungspreis der Hanns-Lilje-Stiftung ausgezeichnet wurde, betreute sein akademischer Lehrer Prof. Richard Schröder. Laut Handelsblatt gilt Oermann als einer der „profiliertesten deutschen Wirtschaftsethiker“.
Vor und neben seiner Arbeit als Hochschullehrer war und ist Oermann politisch und ökonomisch beratend tätig, von 2002 bis 2018 vor allem für Wolfgang Schäuble.
Von 2002 bis 2004 arbeitete Oermann im Deutschen Bundestag in dessen Büro u. a. im Bereich Außen- und Europapolitik. Von 2004 bis 2007 war er der Persönliche Referent des Bundespräsidenten Horst Köhler. Von 2007 bis 2009 war er für Wolfgang Schäuble im Bundesministerium des Innern an der Konzeption der Deutschen Islamkonferenz beteiligt. Von 2009 bis 2017 beriet er Schäuble in dessen Amt als Bundesminister der Finanzen u. a. zu Digitalisierungsfragen, Europapolitik und Makroökonomie. 
Als evangelischer Pastor wurde Oermann 2006 ordiniert und übt seit 2012 das aktive Pfarramt ehrenamtlich in seiner Heimatgemeinde Schäplitz/Altmark aus. Er ist Kuratoriumsmitglied der Internationalen Martin Luther-Stiftung. 2013 wurde Oermann von der Rhodes-Stiftung, Oxford, zu ihrem National Secretary for Germany bestellt. Er verwaltet seit 2013 das Rhodes-Stipendium für deutsche Staatsangehörige.

## Schriften
- Anständig Geld verdienen? Protestantische Wirtschaftsethik unter den Bedingungen globaler Märkte. Gütersloher Verlagshaus: Gütersloh 2007. ISBN 3-579-08034-2. Als Taschenbuchausgabe: Herder: Freiburg i. Br. 2014. ISBN 978-3-451-06571-2.
- Albert Schweitzer (1875-1965). Eine Biographie. 3. Aufl., C. H. Beck: München 2010. ISBN 978-3-406-59127-3. Als Taschenbuchausgabe: C. H. Beck Paperback; 6089. C. H. Beck: München 2013, ISBN 978-3-406-64439-9. Englische Ausgabe: "Albert Schweitzer. A Biography, Oxford University Press: Oxford 2016, ISBN 978-0198784227. Weitere Übersetzungen in Tschechisch und Koreanisch.
- Tod eines Investmentbankers: Eine Sittengeschichte der Finanzbranche. Herder: Freiburg i. Br. 2013. ISBN 978-3-451-30676-1.
- Der weiße Ovambo. Ein deutsch-afrikanisches Jahrhundertleben. Herder: Freiburg i. Br. 2014, ISBN 978-3451309205.
- Wirtschaftsethik. Vom freien Markt bis zur Share Economy. C. H. Beck: München 2015, ISBN 978-3-406-67549-2.
- Zum Westkaffee bei Margot Honecker. Hoffmann und Campe: Hamburg 2016, ISBN 978-3-455-50425-5.
- Der Euro - eine Karriere?: Für Horst Köhler. Herder: Freiburg i. Br. 2012, ISBN 978-3-45130762-1.
- Der fröhliche Sisyphos: Für Wolfgang Schäuble. Mit Bruno Kahl; Markus Kerber; Johannes Zachhuber [Hgg.]. Herder: Freiburg i. Br. 2012, ISBN 978-3-45130663-1.
- Wirtschaftskriege. Geschichte und Gegenwart. Zusammen mit Hans-Jürgen Wolff, Herder: Freiburg i. Br. 2019, ISBN 978-3-451-38548-3.